# Moraea pyrophila
Moraea pyrophila är en irisväxtart som beskrevs av Peter Goldblatt. Moraea pyrophila ingår i släktet Moraea och familjen irisväxter. Inga underarter finns listade i Catalogue of Life.